# わがままファッション GIRLS MODE よくばり宣言!
『わがままファッション GIRLS MODE よくばり宣言!』（わがままファッション ガールズモード よくばりせんげん!）は、任天堂より2012年に発売されたニンテンドー3DS用ソフト。日本版の発売日は2012年9月27日。

## 概要
ニンテンドーDSで発売された『わがままファッション GIRLS MODE』の続編。ハード能力の向上によりグラフィックスが綺麗になった他、ガールズファッションだけでなくメンズファッションも行えるようになった。前作は画面を縦向きにして操作を行なっていたが、本作は立体視対応により画面を横向きにして操作を行う。
プレイヤーはセレクトショップを経営し、来店する客のファッションをコーディネイトする。アイテム数は公式サイトによると約12000点と膨大であり、多彩なコーディネイトが楽しめる。
通信はすれちがい通信、いつの間に通信、インターネット通信、最大4人のローカル通信プレイに対応する。前作と比べすれちがい通信は、他の3DSソフトと同じく、ゲーム終了時でも行えるようになった。
パッケージだけでなく、ダウンロードでも購入が可能。ダウンロードは、『New スーパーマリオブラザーズ 2』、『東北大学加齢医学研究所 川島隆太教授監修 ものすごく脳を鍛える5分間の鬼トレーニング』、『新 絵心教室』に続く4作目であり、SDカードに最大12288ブロック（1.5GB）の空きが必要。前3作で最も容量が大きい『新 絵心教室』は4050ブロック（約506MB）であるが、その3倍以上の容量が必要となる。
日本では本作の発売と同時にニンテンドー3DS LLのカラーバリエーションのピンク×ホワイトが発売された。
北米版は『Style Savvy: Trendsetters』の表題で2012年10月22日、ヨーロッパ版は『Nintendo presents: New Style Boutique』の表題で2012年11月16日に発売。
海外版は肌の色やARマーカーの対応など仕様が異なり、日本版とはローカル、ネット経由での相互の接続やすれ違い通信ができない。
2014年4月17日に様々な機能を追加した『わがままファッション GIRLS MODE よくばり宣言! トキメキUP!』が発売。
2015年4月16日には続編として、『GIRLS MODE 3 キラキラ☆コーデ』が発売された。

## 舞台
架空の振興の街が舞台。プレイヤーが接客等で“ハッピー”を貯めると新施設がオープンするゲームシステムとなっている。
マイルーム
主人公の住居。休養(朝または夜へ時間を飛ばす。体力の概念はない)、着替え、メイク、模様替えが行える。
マイショップ
主人公が働くセレクトショップ。
展示会
ゲーム内のブランドが入店しており、セレクトショップへのアイテムの仕入れが行える。アイテムを仕入れると、そのアイテムがサンプルとしてマイルームにも配送される。
ストリート
深夜以外は行く事が可能で、曜日ごとに様々な人と出会える。
公園
深夜以外は行く事が可能で、主に花売りのハナエ、キイチがいる。
カフェ
店員に話しかけると注文でき、“ハッピー”が貯まる。
美容室
ヘアスタイル、カラー(メイン、メッシュ)の変更が出来る。
メイクサロン
コスメの購入が出来る。美白・日焼けサロンにて肌の色を変更出来る。
インテリアショップ
オープンすると、マイルーム用のインテリアを購入することが出来る。なおマイショップ用のインテリアの購入はマイショップのメニューから行う。
コンテスト会場
オープンすると、毎夜にファッションコンテンストが開催され、参加出来るようになる。
フォトスタジオ
オープンすると、背景、ポーズを選び、マコトに写真を撮って貰える。写真はゲーム内のアルバムに保存され、すれちがい通信のプロフカードの画像にも出来る。

## 登場人物
主人公
本作の主人公。セレクトショップLucinaの店員として、後に店長として働く。
ミキ
セレクトショップLucinaの店長。海外で経験を積んだスタイリスト。街のファッションコンテンスト立ち上げプロジェクトに携わる。
テツコ
セレクトショップLucinaの店員。スタイリスト。
ユキミ
セレクトショップLucinaの常連客。
ヨウコ
美容室のオーナー。主人公とは友達関係になる。
ミユ
メイクサロンのオーナー。主人公とは友達関係になる。
カオルコ
展示会の受付嬢。
チフミ
展示会の受付嬢。日曜日のみ。
ソウイチ
インテリアショップのオーナー。店舗装飾やエクステリアを手がけるインテリアデザイナー。ミキの友人。
モカ
カフェのスタッフ。朝、昼に行くと会える。
タイヨウ
カフェの店員。夜に行くと会える。
ハナエ
公園の花売りで、花占いが得意。関西弁を喋る。キイチとは兄妹。『Girls Mode 4 スター☆スタイリスト』にも登場する。
キイチ
花屋の息子。関西弁を喋る。ハナエとは兄妹。夜の公園で花を売っている。（ゲーム内では花は購入できずプレゼントとして貰う）『Girls Mode 4 スター☆スタイリスト』にも登場する。
マコト
カメラマン。街の各地でファッションマガジン『staishia』向けの被写体を探している。後にフォトスタジオを開く。
ショウコ
コンテストのスーパーアドバイザー。元有名モデル。時々笑うべきなのかわからないギャグを言う。
DJ・ナオト
コンテストの司会。いつもハイテンション。
ムサシ
配達員。展示会のサンプルやコンテストの景品をマイルームへ届けてくれる。

## ゲーム内のブランド

### レディースブランド
| ブランド名   | ブランド読み       | 展示会店員 | 展示会階層 | 北米版のブランド名 | 欧州版のブランド名 |
| ------------ | ------------------ | ---------- | ---------- | ------------------ | ------------------ |
| flute f      | フルートフォルテ   | ミホ       | 3F         | Cantata Modo       | Chorale            |
| La Chou-Chou | ラ・シュシュ       | コハル     | 1F         | Marzipan Sky       | Marzipan Sky       |
| AZ・USA      | アズウサ           | ユウリ     | 2F         | AZ USA             | AZ USA             |
| Jampack      | ジャムパック       | ヒナタ     | 1F         | Mint Sprinkles     | Bubble Pop         |
| Baker Bridge | ベイカーブリッジ   | エリカ     | 3F         | Harlow Heights     | Brooke Bridge      |
| Bisc Mary    | ビスクマリー       | ヒメコ     | 2F         | Le Spark           | Miss Ribbon        |
| G-MINE       | ジーマイン         | ヒトミ     | 1F         | Zip Line           | Zip Line           |
| Double U     | ダブルユー         | アカリ     | 1F         | Uber Cloth         | Basic U            |
| soymilk      | ソイミルク         | ユヅキ     | 1F         | soymilk            | Soy                |
| カノコイ     | カノコイ           | カエデ     | 1F         | Kanokoi            | Kanokoi            |
| Stray Cat    | ストレイキャット   | ミカミ     | 2F         | Stage Dive         | StageDive          |
| Marble Lily  | マーブルリリー     | リサ       | 2F         | Marble Lily        | Marble Lily        |
| トルテポルテ | トルテポルテ       | イチカ     | 1F         | Pop Quiz           | Retrobeat          |
| HELGA        | ヘルガ             | ラン       | 3F         | Zhade              | Enid Chen          |
| Raven Candle | レイヴンキャンドル | ルイ       | 2F         | Raven Candle       | Raven Candle       |
| FANTANIA     | ファンタニア       | ココ       | 3F         | Teatro Amare       | Purple Moon        |

### レディースブランド(バッグ専門)
| ブランド名  | ブランド読み | 展示会店員 | 展示会階層 | 北米版のブランド名 | 欧州版のブランド名 |
| ----------- | ------------ | ---------- | ---------- | ------------------ | ------------------ |
| mezzo flute | メゾフルート | アヤセ     | 3F         | Cantata Tasca      | Chorale Prelude    |
| YLVA        | イルヴァ     | キサキ     | 3F         | Strava             | Arianna            |

### メンズブランド
| ブランド名 | ブランド読み   | 展示会店員 | 展示会階層 | 北米版のブランド名 | 欧州版のブランド名 |
| ---------- | -------------- | ---------- | ---------- | ------------------ | ------------------ |
| Double U   | ダブルユー     | ハルタ     | 4F         | Uber Cloth         | Basic U            |
| Air Ship   | エアー・シップ | オサム     | 4F         | Aeronef            | Helion             |
| Dr.9       | ドクターナイン | ゴウ       | 4F         | Dept.9             | Dept.9             |
| KIDMAN     | キッドマン     | リヒト     | 4F         | Castellan          | Markus & Corman    |
| カノコイ   | カノコイ       |            | 4F         | Kanokoi            | Kanokoi            |

### メイクブランド
| ブランド名 | ブランド読み   | 北米版のブランド名 | 欧州版のブランド名 |
| ---------- | -------------- | ------------------ | ------------------ |
| mewme      | ミュウム       | lola doux          | Vanilla            |
| VENUSIAN   | ヴィーナシアン | ADELIA             | Kerala             |
| Pinna      | ピンナ         | Naima              | Naima              |
| ROKIAN     | ロキアン       | ROKSANA            | Rokian             |
| LiLiRaRa   | リリララ       | JoLLi LoLLi        | Mini Mimi          |
| HELGA      | ヘルガ         | ZHADE              | Enid Chen          |

## コーディネイト
コーディネイトでは検索でアイテムを探すことができる。検索ではタイプ(大別と細目)、ブランド、イメージ、色、がら、値段を指定できる。
タイプ
| ガールズ         | メンズ         |
| ---------------- | -------------- |
| インナー         | インナー       |
| トップス         | トップス       |
| アウター         | アウター       |
| パンツ           | パンツ         |
| スカート         | －             |
| ワンピース等     | サスペンダー等 |
| てぶくろ         | てぶくろ       |
| バッグ           | －             |
| ぼうし等         | ぼうし等       |
| めがね等         | めがね等       |
| マフラー等       | マフラー等     |
| ネックレス等     | ネックレス等   |
| くつした等       | くつした等     |
| レッグウォーマー | －             |
| くつ             | くつ           |

イメージ
| ガールズ   | メンズ     | 代表ブランド         |
| ---------- | ---------- | -------------------- |
| －         | カジュアル | Air Ship             |
| ベーシック | ベーシック | Double U             |
| ガーリー   | －         | La Chou-Chou         |
| プレッピー | プレッピー | Baker Bridge         |
| ポップ     | －         | Jampack              |
| スポーティ | －         | G-MINE               |
| サイケ     | －         | トルテポルテ         |
| フェミニン | －         | flute f, mezzo flute |
| セレブ     | セレブ     | HELGA, YLVA, KIDMAN  |
| エスニック | エスニック | soymilk              |
| アジアン   | アジアン   | カノコイ             |
| ロリータ   | －         | Marble Lily          |
| ゴシック   | －         | Raven Candle         |
| 姫ギャル   | －         | Bisc Mary            |
| クール     | クール     | AZ・USA, Dr.9        |
| ロック     | ロック     | Stray Cat            |

がら
- しましま
- チェック
- ドット
- 花柄
- アニマル柄
- 迷彩
- ふくざつ
- 無地
- ロゴ
- キャラクター
- 星
- ハート
- リボン
- シンプル

## コラボレーション

### ガールズモール
インターネット通信にてアクセスするガールズモール内に出店しているスペシャルショップ。
| 開始           | 終了           | ショップ名        | 企業       |
| -------------- | -------------- | ----------------- | ---------- |
| 2012年9月27日  | －             | GIRLS MODE        | 任天堂     |
| 2012年10月1日  | 2012年10月31日 | girl is girl      | nicola     |
| 2012年10月1日  | 2012年10月31日 | ピチレモンSHOP    | ピチレモン |
| 2012年10月22日 | 2012年12月21日 | ニコ☆プチショップ | ニコプチ   |

### 配信アイテム
タイトル画面のダウンロードから受け取ることが出来るアイテム。
ダウンロードしたアイテムは主人公の「きがえ」でのみ着ることができ、マイショップ、ワイヤレスファッションショー、ガールズモールのコーデに使うことはできない。
| 開始           | 終了 | ブランド名                  | ブランド読み                           | 配信アイテム                     | 備考                            |
| -------------- | ---- | --------------------------- | -------------------------------------- | -------------------------------- | ------------------------------- |
| 2012年11月8日  | －   | Gracie Grace                | グレイシーグレース                     | グレースワンピース等             | とびだせ どうぶつの森とのコラボ |
| 2012年11月8日  | －   | CLUB444                     | クラブししょー                         | DJ K.KのTシャツ                  | とびだせ どうぶつの森とのコラボ |
| 2012年12月20日 | －   | LIZ LISA doll               | リズリサドール                         | チェックバイピングジャケット等   |                                 |
| 2012年12月27日 | －   | BABY,THE STARS SHINE BRIGHT | ベイビー ザ スターズ シャイン ブライト | アリエッタ姫の舞踏会ワンピース等 |                                 |

## 書籍

### 攻略本
| 書名                                                                 | 発売日                               | 出版元           | ISBN                   | 備考     |
| -------------------------------------------------------------------- | ------------------------------------ | ---------------- | ---------------------- | -------- |
| わがままファッション GIRLS MODE よくばり宣言! Style                  | 2012年9月27日発売 2012年10月11日発行 | エンターブレイン | ISBN 978-4-04-728385-5 | ムック本 |
| わがままファッション GIRLS MODE よくばり宣言! 任天堂公式ガイドブック | 2012年11月2日                        | 小学館           | ISBN 978-4-09-106514-8 | 攻略本   |
| わがままファッション GIRLS MODE よくばり宣言! 超完全コレクション     | 2012年11月3日                        | 徳間書店         | ISBN 978-4-19-863516-9 | 攻略本   |

### 漫画
わがままファッション GIRLS MODE よくばり宣言! エリナ☆ハッピーコーデ
キャラぱふぇ2012年11-12月号(2012年10月01日発売)－キャラぱふぇ2013年5-6月号(2013年04月01日発売)現在連載中
作者：桃雪琴梨
わがままファッション GIRLS MODE よくばり宣言! カリスマ店長☆メイ
別冊キャラぱふぇコミックVol.13(2012年11月01日発売)－別冊キャラぱふぇコミックVol.15(2013年03月01日発売)現在連載中
作者：桃雪琴梨
「キャラぱふぇ」で連載していた前作のコミカライズである「わがままファッション GIRLS MODE カリスマ店長☆メイ」が移籍したもの。

### 小説
わがままファッション GIRLS MODE よくばり宣言! エリナ☆ハッピーコーデ
2013年4月15日発売。
作：高瀬美恵、絵：桃雪琴梨
アスキー・メディアワークス、角川つばさ文庫、ISBN 978-4-04-631310-2
わがままファッション GIRLS MODE よくばり宣言! 2 おしゃれに大切なこと
2013年12月15日発売。
作：高瀬美恵、絵：桃雪琴梨
KADOKAWA/アスキー・メディアワークス、角川つばさ文庫、ISBN 978-4-04-631366-9
わがままファッション GIRLS MODE よくばり宣言! 3 最高のコーデ＆スマイル
2013年12月15日発売。
作：高瀬美恵、絵：桃雪琴梨
KADOKAWA/アスキー・メディアワークス、角川つばさ文庫、ISBN 978-4-04-631417-8